# Königslutter am Elm
Königslutter am Elm este un oraș din landul Saxonia Inferioară, Germania.